# Јуре Бркљача
Јуре Бркљача (Задар, 21. септембар 1994) је хрватски поп певач, прославио се као такмичар у првој сезони серијала Voice Hrvatska, где је освојио четврто место. Учествовао је на Дори. Први сингл Друга страна објавио је 2015. године, а први албум Остани тајна мога живота 2021. године.

## Дискографија

### Албуми
- Остани тајна мог живота (2021, Хит рекордс)[3]

### Синглови
- Друга страна (2015)
- Пристани на све (2017)
- Божић је (2017)
- Што осјећаш ти (2018)
- Она ме вуче (2018)
- Не постојим кад ниси ту (2019)
- Липа (2019)
- Хајде назови ме (2020)
- Знао сам (2020)
- Ово је истина (2020) дует са Тонијем Цетинским
- Проклета била (2020) лајв као гост Сергеја Ћетковића
- Остани тајна мог живота (2021)
- Кампо каштело (2021)
- Прозор (2021)
- Да сутра одем од тебе (2022)
- Срећа је пропаст за тугу (2022)
- Иста ка и ти (2023) са Дином Петрићем
- Арсенал (2023) са Душком Локином и Младеном Грдовићем
- Све је пролазно (2023)[4]